# Бланширование

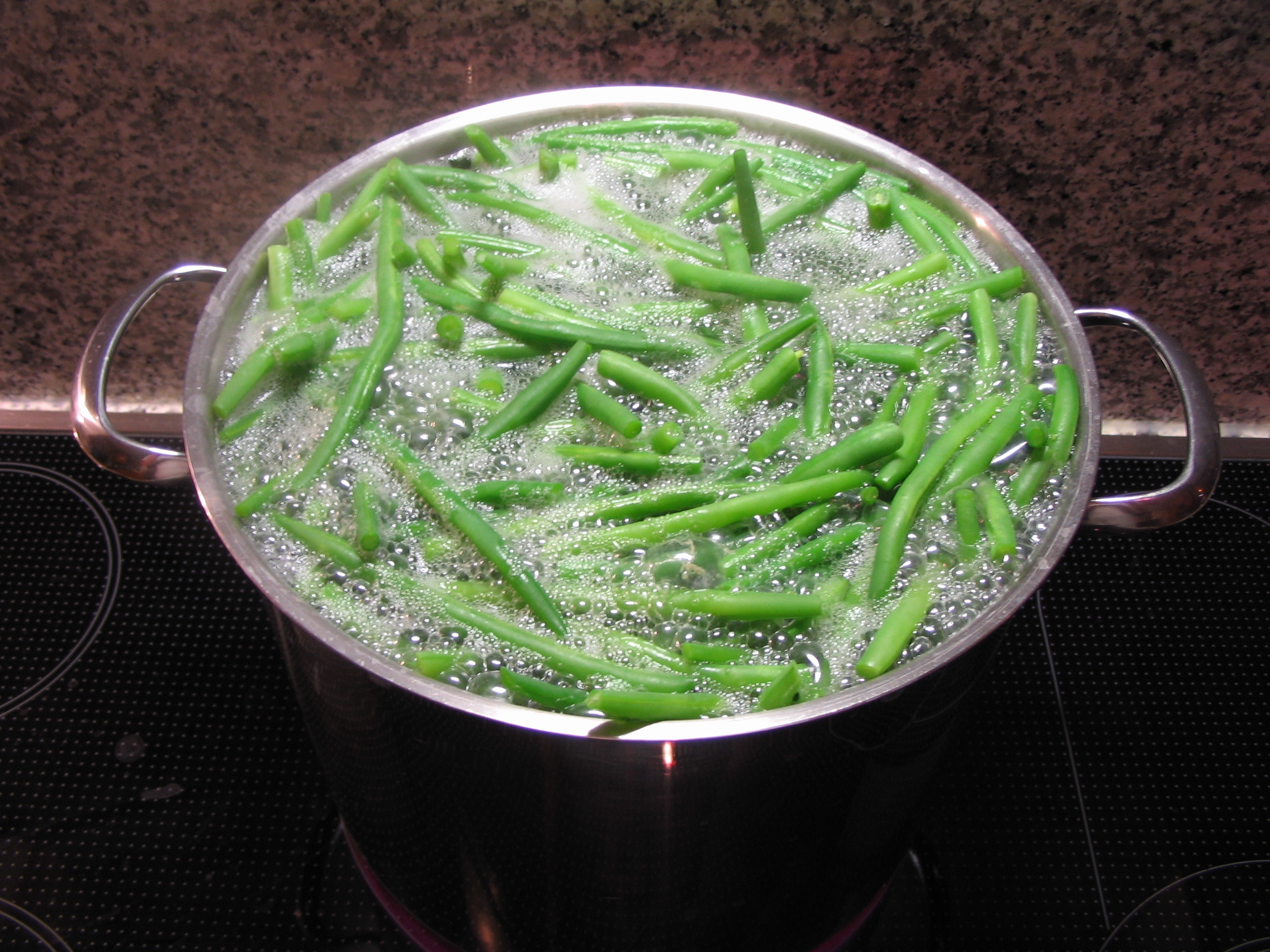
Бланширование бобов

Бланширова́ние, также ошпа́ривание, бланширо́вка (от глагола бланширова́ть, фр. blanchir — букв. мыть, белить, отбеливать, обдавать кипятком; от фр. blanc — белый) — кратковременная обработка продукта кипятком или паром.
Бланшируют (фрукты, овощи, зелень, рыбу) для того, чтобы:
- сделать белыми кости и мясо;
- сохранить цвет у некоторых овощей и фруктов;
- снять кожицу у помидоров;
- обжарить ломтики картофеля;
- удалить горечь, специфический запах продукта;
- улучшить вкусовые качества;
- потом заморозить (например, зелень).

Продукт обдают кипятком или паром в закрытой посуде или погружают в кипяток (0,5 — 5 мин).
После бланширования продукт, как правило, подвергают охлаждению холодной водой или льдом для прекращения приготовления (в кулинарии) или быстрой заморозке (в пищевой промышленности). Бланширование, в отличие от варки, подвергает скоростной термической обработке, в условиях, близких к критическим.